# Turinyphia cavernicola
Turinyphia cavernicola is een spinnensoort in de taxonomische indeling van de hangmatspinnen (Linyphiidae).
Het dier behoort tot het geslacht Turinyphia. De wetenschappelijke naam van de soort werd voor het eerst geldig gepubliceerd in 2008 door Jörg Wunderlich.

## Leefgebied
De spin is endemisch op het eiland Terceira, waar hij enkel wordt aangetroffen in lavagrotten. De Turinyphia cavernicola bestaat uit 3 populaties. De grootste populatie komt voor in de Algar do Carvão, twee kleinere populaties zijn aangetroffen in de Gruta da Malha en de Furna de Santa Maria.
Het aantal individuen van de spin gaat achteruit. De voornaamste oorzaak hiervoor is het toenemende toerisme in de grotten.